# Амалгама
Амалгама се нарича сплав, получена при смесване на живак и друг метал. Почти всички метали могат да образуват амалгами с живака, като значими изключения са желязото и платината. Живачно-сребърна амалгама се използва в стоматологията за създаване на зъбни пломби. Течните живачни отпадъци тровят реките и хранителните вериги, и при вдишване носят риск за здравето.